# Vladimir Batagelj
Vladimir Batagelj (Idria, 14 giugno 1948) è un matematico e insegnante sloveno all'Università di Lubiana.
È noto per il suo lavoro nella matematica discreta e nell'ottimizzazione combinatoria, in particolare nelle analisi dei social network.